# Helena Fuchsová
Helena Fuchsová, nata Dziurová  (Tábor, 3 giugno 1965 – 14 marzo 2021), è stata una velocista e mezzofondista ceca.

## Palmarès

### Mondiali indoor
- 3 medaglie:
  - 1 argento (Barcellona 1995 nella staffetta 4×400 m)
  - 2 bronzi (Parigi 1997 nei 400 m piani; Lisbona 2001 negli 800 m piani)

### Europei
- 1 medaglia:
  - 1 bronzo (Budapest 1998 nei 400 m piani)

### Europei indoor
- 2 medaglie:
  - 2 bronzi (Valencia 1998 nei 400 m piani; Gand 2000 nei 400 m piani)